# ليون تشارني
ليون تشارني (بالإنجليزية: Leon Charney)‏ هو محامي أمريكي، ولد في 23 يوليو 1938 في بايون (نيوجيرسي) في الولايات المتحدة، وتوفي في 21 مارس 2016.

## وصلات خارجية
- ليون تشارني على موقع IMDb (الإنجليزية)